# Tom McCarthy (hockeista su ghiaccio 1934)
Thomas Francis Patrick McCarthy (Toronto, 15 settembre 1934 – Toronto, 20 gennaio 1992) è stato un hockeista su ghiaccio canadese.
Nel corso della carriera ha giocato nella National Hockey League.

## Carriera
McCarthy giocò a livello giovanile per cinque stagioni con i Toronto Marlboros, formazione della Ontario Hockey Association prima di fare il proprio esordio nella stagione 1955-56 nella Western Hockey League. Un anno più tardi entrò a far parte dell'organizzazione dei Detroit Red Wings, franchigia con cui fece il proprio edsordio in NHL disputando però solo 36 partite in tre stagioni.
Nel corso della carriera infatti giocò quasi sempre nelle leghe minori nordamericane come la Western Hockey League o l'American Hockey League,  conquistando il titolo della Calder Cup con gli Hershey Bears. Nella stagione 1960-61 fece la sua seconda e ultima esperienza in NHL con i Boston Bruins; nel frattempo McCarthy stava giocando nella EPHL, lega di sviluppo della NHL nella quale venne scelto per due anni di fila nell'All-Star Team.
Dopo altre due stagioni in WHL si trasferì nella Central Hockey League presso i Tulsa Oilers; concluse la stagione 1964-65 con 97 punti in 68 partite vincendo il titolo di capocannoniere della lega. L'ottima stagione in CHL valse a McCarthy un'altra esperienza in AHL con il farm team dei Montreal Canadiens, i Cleveland Barons.
Nell'estate del 1967 durante l'NHL Expansion Draft McCarthy fu scelto dai Pittsburgh Penguins, una delle sei nuove franchigie iscritte alla National Hockey League, tuttavia trascorse l'intera stagione ancora in AHL con i Baltimore Clippers. Concluse l'esperienza in AHL nel 1970 dopo due stagioni con i Rochester Americans, mentre il ritiro dall'attività agonistica giunse tre anni più tardi dopo aver giocato nella lega senior dell'Ontario.

## Palmarès

### Club
- Calder Cup: 1

Hershey: 1958-1959

### Individuale
- EPHL First All-Star Team: 1

1959-1960
- EPHL Second All-Star Team: 1

1961-1962
- CPHL First All-Star Team: 1

1964-1965
- Capocannoniere della CPHL: 1

1964-1965 (97 punti)